# As Desgraças de uma Criança
As desgraças de uma criança ou O Soldado e o Sacristão  é uma peça teatral escrita pelo dramaturgo Martins Pena em 1846. É uma das comédias de costumes mais encenadas por grupos de estudantes ou iniciantes de teatro. Explora, com bom humor, temas recorrentes dos folhetins: triângulo amoroso, amores proibidos e casamento por interesse.
A peça mostra as peripécias amorosas de dois conquistadores às voltas com duas garotas, que em uma noite festiva, criam grandes confusões para encobrir o romance proibido. Além disso, Martins Pena critica com leve ironia e muito humor as relações sociais daquela época, e que ainda podem ser percebidas nos dias atuais.

## Personagens
- Senhor Abel
- Lulu (a criança)
- Madalena
- Manuel Igreja (o sacristão)
- Pacífico (o soldado)
- Ritinha

## Enredo
O Sacristão Manuel Igreja é apaixonado por Ritinha desde que ajudou o padre a celebrar o casamento dela. Além de bela é filha de um rico militar reformado (Senhor Abel). Porém Ritinha enviuva e o caminho abre-se para as investidas do sacristão, aliado ao seu interesse por status e em colocar as mãos no dinheiro do futuro sogro. Seu Abel, naturalmente, não concorda com a união, e faz de tudo para que ela não se consuma. Lulu é o bebê recém-nascido de Ritinha, que é cuidado pela ama Madalena, da qual Senhor Abel morre de amores. Madalena, entretanto, é amante do soldado da cavalaria Pacífico, que entre seus encontros furtivos dentro de casa, faz diversas peripécias para que Lulu cesse de chorar quando infortunado pelos ruídos.